# Alejandro Ortiz Ramos
Alejandro Ortiz Ramos (Sevilla, 25 de septiembre de 1985), más conocido como Álex Ortiz es jugador de fútbol español. Se desempeña como defensa y su actual equipo es el CD Utrera de la Tercera División Grupo X.

## Trayectoria
Jugó hasta juveniles en el Sevilla F. C. y estando en el Betis B llegó a jugar partidos con el primer equipo bético aunque no acabó de consolidarse. Es un jugador con gran técnica individual, posee una salida de la pelota desde atrás con clase y es preciso en los pases largos. Ortiz salió de la cantera del Sevilla F. C. Posteriormente militó en equipos como Cerro del Águila, Sevilla Atlético y Club Deportivo Alcalá, para recalar en el filial bético hasta firmar con el Gimnástic de Tarragona. Posteriormente jugó en el Club Deportivo Guadalajara. Más tarde militó en las filas del Deportivo Alavés, de Vitoria. 
Más tarde, el defensa sevillano jugaría durante tres temporadas en las filas del Club Deportivo Mirandés, donde se convertiría en uno de los capitanes del equipo, no pudiendo salvar del descenso al club a la Segunda B en la temporada 2016-17 donde jugaría 21 partidos, dieciséis de ellos como titular.
En julio de 2017, firma un contrato con el Real Murcia para jugar en el Grupo IV de la Segunda División B.

## Clubes
| Club                | País   | Temporada | Categoría        | Parts. | Goles |
| ------------------- | ------ | --------- | ---------------- | ------ | ----- |
| Sevilla FC "B"      | España | 2004–2005 | Segunda B        | 1      | 0     |
| Sevilla FC "B"      | España | 2005–2006 | Segunda B        | 7      | 1     |
| CD Alcalá           | España | 2006–2007 | Segunda B        | 33     | 2     |
| Real Betis "B"      | España | 2007–2008 | Segunda B        | 34     | 2     |
| Real Betis          | España | 2007–2008 | Primera          | 34     | 2     |
| Real Betis "B"      | España | 2008–2009 | Segunda B        | 30     | 3     |
| Real Betis "B"      | España | 2009–2010 | Segunda B        | 33     | 4     |
| Gimnàstic Tarragona | España | 2010–2011 | Segunda División | 15     | 0     |
| Gimnàstic Tarragona | España | 2011–2012 | Segunda División | 17     | 3     |
| CD Guadalajara      | España | 2012–2013 | Segunda División | 33     | 1     |
| CD Alavés           | España | 2013–2014 | Segunda División | 24     | 1     |
| CD Mirandés         | España | 2014–2015 | Segunda División | 24     | 1     |
| CD Mirandés         | España | 2015–2016 | Segunda División | 35     | 4     |
| CD Mirandés         | España | 2016–2017 | Segunda División | 21     | 2     |
| Real Murcia         | España | 2017–2018 | Segunda B        | 14     | 0     |
| CD Utrera           | España | 2018–     | Tercera          |        |       |